# Peritus
Peritus è un vocabolo latino usato nella Chiesa cattolica romana per riferirsi ai teologi che prestano servizio come consulenti in un concilio. Durante il Concilio Vaticano II i vescovi potevano essere accompagnati da un peritus. Tra l’ottobre 1962 e il dicembre 1965, 480 teologi furono riconosciuti come periti.
Alcuni teologi episcopali furono in seguito assunti come periti dell'intero concilio, come Joseph Ratzinger, che fu peritus dell'arcivescovo di Colonia, il cardinale Josef Frings, nella prima sessione, e poi teologo di nomina pontificia a partire dalla seconda sessione.

## Storia
Al Concilio di Trento (1545-1547) parteciparono circa 50-100 teologi nominati dal papa, oltre a vescovi o sovrani laici. Furono i Padri conciliari a prestare il proprio consiglio su questioni teologiche. Tuttavia, oltre alla Congregazione Generale, che era riservata ai Padri conciliari e nella quale si tenevano le votazioni, si svolgevano discussioni e pronunciamenti teologici condotti dai teologi. Secondo lo storico della chiesa Klaus Schatz, SJ, tali discussioni «contribuirono in modo così decisivo alla chiarificazione teologica delle questioni e all'elaborazione dei testi».
Fino alla Rivoluzione francese del 1789 e all'abolizione dei capitoli dei canonici, i registri capitolari qualificavano i cantori professionisti (detti anche coristi) al servizio di una chiesa particolare o, più comunemente, di una cattedrale o di una collegiata. Costoro interpretavano i canti più importanti della liturgia ed erano qualificati come artis musicæ periti, espressione tradotta come “musicisti abili” oppure “abili nell'arte della musica”. L’odierno maestro di musica era descritto come peritissimus (“molto abile”).
Al Concilio Vaticano I (1869-1870) i teologi conciliari erano quasi del tutto assenti. Le deliberazioni teologiche si svolgevano all'interno di commissioni i cui membri erano i padri conciliari. Tuttavia, le commissioni incaricate di preparare il Concilio erano composte anche da teologi. Il testo conciliare Dei Filius, che illustrava il primato di giurisdizione e l'infallibilità pontificia, risale significativamente al gesuita tedesco Joseph Kleutgen. Il cardinale John Henry Newman, che si era convertito dall'anglicanesimo alla fede cattolica, rifiutò l'offerta di partecipare in qualità di peritus del Concilio Vaticano I.
Durante il Concilio Vaticano II, Joseph Ratzinger prestò servizio in qualità di peritus dell'arcivescovo di Colonia, il cardinale Joseph Frings; il teologo gesuita Karl Rahner fu al servizio dell'arcivescovo di Vienna, il cardinale Franz König, ma anche esperto del concilio e consulente della commissione dottrinale; Hans Küng fu peritus del concilio, piuttosto che di un singolo vescovo, pur prestando servizio anche come consigliere del vescovo Carl Joseph Leiprecht durante la prima sessione dei lavori. Inoltre, dal '62 al '63 era stato peritus del vescovo di Rottenburg.
A parte la clamorosa recensione del suo libro del 1960 Konzil und Wiedervereinigung (Concilio e riunificazione), le sue concezioni che relativizzavano il mistero della Chiesa (cfr ‘’Lumen gentium’’, cap. 1) non ebbero grande eco nel concilio, come egli stesso attestò nelle proprie memorie (in ‘'Erkämpfte Freiheit, Kung, p. 484).
Nell'ambito del concilio occorre distinguere tra i periti nominati dal Papa e i consiglieri teologici privati dei Padri conciliari. I "teologi ufficiali del concilio" avevano un seggio, ma nessun voto, nelle congregazioni generali del concilio. I consiglieri teologici dei singoli vescovi non avevano né un seggio né un voto nella Congregazione Generale, ma potevano esercitare influenza attraverso i loro vescovi e attraverso il loro lavoro e consiglio nelle commissioni. L'inclusione dei teologi fu l'espressione di un rafforzamento del "ruolo della teologia".
Henri de Lubac fu perito privato del vescovo Rolland del Madagascar, mentre Jean Daniélou fu perito privato dell'episcopato olandese Similmente, Yves Congar, Marie-Dominique Chenu ed Edward Schillebeeckx furono più peritus privati che nel senso ufficiale del termine. Yves Congar fu consultore del concilio su invito di papa Giovanni XXIII, ma fu anche nominato teologo personale ed esperto (peritus) del vescovo di Strasburgo Jean Julien Weber, il quale gli diede facoltà di partecipare a tutte le sessioni generali e a qualsiasi delle commissioni cui egli avesse preso parte.
Oltre alle commissioni ufficiali e alle riunioni del Concilio, avevano luogo incontri teologici in cui i teologi e i padri conciliari discutevano tra loro. Fu solo allora che molti vescovi si resero conto del cambiamento teologico epocale. Alcuni vescovi descrissero questo scambio come un prezioso ausilio in materia teologica.
Malgrado il loro status giuridico di periti al servizio del concilio, i vari peritus furono innanzitutto al servizio di una delle correnti che si scontravano all’interno del concilio stesso, sia nell’ottica di una riforma della Chiesa (accettazione di maggiori libertà, revisione dei rapporti Chiesa-Stato, rivalutazione dei rapporti con le altre religioni), sia in materia di ricerca di un confronto fra il cattolicesimo e le altre istituzioni e correnti della società, così come nei confronti del Concilio di Trento e del Vaticano I (in particolare per quanto concerne i peritus vicini alla Coetus Internationalis Patrum).
Quali che fossero le loro affinità, 268 periti su 480 furono anche consultori di una o più delle undici commissioni conciliari. Alle quattro sessioni conciliari collaborarono 86 peritus statunitensi.
Il Codice di diritto canonico del 1983 ancora recita:
(Canone 228 § 2)

## Numerosità e altre categorie rappresentate
Oltre ai padri conciliari (chierici della Chiesa cattolica), al Concilio Vaticano II furono presenti le seguenti categorie:
1. periti (che assistevano alle congregazioni generali (senza diritto di voto) e partecipavano ai lavori delle commissioni conciliari) ed esperti (privati, invitati da alcuni vescovi), sia laici che religiosi. Alcuni esperti come Marie-Dominique Chenu ebbero tale influenza che a un certo punto furono inseriti nell'elenco dei periti ufficiali. alla vigilia del Concilio, Giovanni XXIII ne aveva incaricati 201 (75 italiani e 126 stranieri; dei 96 appartenenti a ordini religiosi, 24 erano gesuiti e 7 domenicani). Nell'aprile del 1963 i periti erano 359 di cui 147 religiosi; nel corso del III periodo, con gli esperti privati, si superarono le 500 persone;
2. osservatori: fatta eccezione per l'ortodossia greca e della Lega mondiale dei battisti, tutte le grandi religioni cristiane erano rappresentate, per un totale -nel I periodo- di 30 rappresentanti più otto personalità invitate  Segretariato per l'unità, che alla fine del III periodo arrivarono a 76 unità non cattoliche;
3. uditori e uditrici: nel settembre 1963 Paolo VI modificò il regolamento introducendo la categoria degli auditores:

In merito agli uditori e alle uditrici, furono designati 13 laici, selezionati fra i responsabili delle organizzazioni internazionali cattoliche. Nel III periodo furono invitati 8 nuovi laici in rappresentanza dell'Asia, dell'Africa e dell'Oceania, oltre a 15 uditrici (7 laiche di organizzazioni internazionali e 8 religiose); il 9 ottobre furono aggiunti 38 parroci in rappresentanza di 15 paesi.